# Мади језик
Мади језик је језик из породице нило-сахарских језика, централносуданска грана. Њиме се служи око 18.000 становика у вилајету Централна Екваторија у Јужном Судану и 296.000 станвника Уганде, народа Мади. Састоји се из неколико сличних дијалеката и користи латинично писмо, има своју граматику и правопис. Постоје и новине и радио програм на мади језику.